# After Life (telessérie)
After Life é uma série de televisão britânica de comédia dramática criada, produzida, dirigida e estrelada por Ricky Gervais. Estreou em 8 de março de 2019 na Netflix e em 3 de abril de 2019, a Netflix anunciou uma segunda temporada.

## Enredo
After Life se desenvolve em torno de Tony, cuja vida é virada de cabeça para baixo depois que sua esposa morre de câncer de mama. Ele contempla o suicídio, mas decide viver o suficiente para punir o mundo pela morte de sua esposa, dizendo e fazendo o que der na telha. Embora ele pense nisso como seu "superpoder", seu plano é prejudicado quando todos ao seu redor tentam torná-lo uma pessoa melhor.

## Elenco e personagens
- Ricky Gervais como Tony Johnson, chefe de reportagens do Tambury Gazette, um jornal local. Após a morte de sua esposa, ele se sente deprimido e com tendência suicida.
- Tom Basden como Matt, cunhado e chefe de Tony, chefe do Tambury Gazette
- Tony Way como Lenny, fotógrafo do Tambury Gazette
- Diane Morgan como Kath, funcionária de publicidade do jornal
- Mandeep Dhillon como Sandy, uma jornalista recém-contratada
- Ashley Jensen como Emma, uma enfermeira que trabalha na casa de repouso do pai de Tony
- David Bradley como Ray Johnson, pai de Tony, que tem demência e vive em um lar de idosos
- Kerry Godliman como Lisa Johnson, falecida esposa de Tony
- Paul Kaye como psiquiatra de Tony
- Tim Plester como Julian Kane, um viciado em drogas, contratado por Matt para entregar o jornal
- Joe Wilkinson como o carteiro Pat
- Tommy Finnegan como George, sobrinho de Tony
- Thomas Bastable como Robbie, um colega de classe de George
- Penelope Wilton como Anne, uma senhora mais velha e viúva, que Tony encontra no cemitério
- David Earl como Brian, um tesouro que, acima de tudo, quer aparecer no jornal local
- Jo Hartley como June, a namorada de Lenny
- Roisin Conaty como Daphne, também conhecida como "Roxy", uma profissional do sexo
- Anti como Brandy, o cachorro de Tony e Lisa, o melhor amigo de Tony e o motivo para continuar vivendo

## Produção

### Desenvolvimento
Em 9 de maio de 2018, foi anunciado que a Netflix havia encomendado à produção um pedido de série para uma primeira temporada composta por seis episódios. A série foi criada e dirigida por Ricky Gervais, que também seria produtor executivo ao lado de Charlie Hanson. Em 14 de janeiro de 2019, foi anunciado que a série estrearia em 8 de março de 2019. Foi anunciado ainda que Duncan Hayes atuaria como produtor executivo adicional e que Hanson realmente atuaria como produtor. Em 3 de abril de 2019, foi anunciado que a série foi renovada para uma segunda temporada.

### Elenco
Juntamente com o anúncio do pedido da série, foi confirmado que Ricky Gervais iria estrelar a série. Em 5 de julho de 2018, foi anunciado que Penelope Wilton, David Bradley, Ashley Jensen, Tom Basden, Tony Way, David Earl, Joe Wilkinson, Kerry Godliman, Mandeep Dhillon, Jo Hartley, Roisin Conaty e Diane Morgan se juntaram ao elenco da série.

### Filmagens
A filmagem principal da série teria começado em julho de 2018 em Londres.
A série foi filmada em Hampstead, Hemel Hempstead, Beaconsfield e Camber Sands em East Sussex.

## Lançamento
Em 22 de fevereiro de 2019, o trailer oficial da série foi lançado. Em 8 de março de 2019, a Netflix lançou todos os seis episódios da primeira temporada.

## Recepção
A primeira temporada recebeu críticas positivas após o seu lançamento. No Rotten Tomatoes, obteve uma taxa de aprovação geral de 71%, com uma pontuação média de 6.29/10 com base em 41 avaliações. O consenso crítico do site diz: "A primeira temporada de After Life oscila entre o humor negro e o drama afetivo, mas o desempenho comovente de Ricky Gervais revela novas faces do talento do ator". No Metacritic, que usa uma média ponderada, a série possui uma pontuação de 59 com base em 15 revisões.
Merrill Barr, da Forbes, disse sobre a série: "No geral, After Life é uma série que merece ser conferida. É o projeto de Ricky Gervais que as pessoas imploram há muito tempo." Josh Modell, do AV Club, afirma que After Life é uma "sombria e sarcástica festa de autopiedade que também consegue, em um truque de mágica que talvez apenas Gervais seja capaz de realizar, apontar constantemente a superioridade intelectual de seu protagonista" e isso "funciona como um uma significativa meditação sobre o sofrimento, como estar morto na chegada".